# Istenszülő elszenderedése fatemplom (Goila)
A goilai Istenszülő elszenderedése fatemplom műemlékké nyilvánított épület Romániában, Bihar megyében. A romániai műemlékek jegyzékében a  BH-II-m-B-01154 sorszámon szerepel.